# Caso Panama Papers
O caso Panama Papers (oficialmente intitulado Imran Ahmed Khan Niazi v. Muhammad Nawaz Sharif), ou caso Panamagate, foi um processo judicial da Suprema Corte do Paquistão que inabilitou o primeiro-ministro incumbente do Paquistão, Nawaz Sharif, de ocupar cargos públicos  para o resto da vida.
Os políticos da oposição Imran Khan e Sheikh Rasheed entraram com uma petição no tribunal após o vazamento dos Panama Papers, que revelavam ligações entre a família Sharif e oito empresas offshore. O Tribunal inicialmente ordenou a formação de uma equipe de investigação conjunta para investigar as alegações de lavagem de dinheiro, corrupção e declarações contraditórias de Sharif e seus parentes em uma decisão dividida de 3 a 2 em 20 de abril de 2017, com os juízes discordantes determinando que Sharif seja inabilitado. Depois que a equipe de investigação apresentou seu relatório e os argumentos subsequentes foram ouvidos, o Tribunal inabilitou Sharif de ocupar cargos públicos por veredicto unânime.
O caso foi descrito como o mais divulgado na história do Paquistão, bem como um "momento decisivo" para o país.